# Santa Lucía (Lampa)
Santa Lucía es una localidad peruana ubicada en la región Puno, provincia de Lampa, distrito de Santa Lucía. Es asimismo capital del distrito de Santa Lucía. Se encuentra a una altitud de 4090 m s. n. m. Tiene una población de 3840 habitantes en 1993.

## Clima
| Parámetros climáticos promedio de Santa Lucía | Parámetros climáticos promedio de Santa Lucía | Parámetros climáticos promedio de Santa Lucía | Parámetros climáticos promedio de Santa Lucía | Parámetros climáticos promedio de Santa Lucía | Parámetros climáticos promedio de Santa Lucía | Parámetros climáticos promedio de Santa Lucía | Parámetros climáticos promedio de Santa Lucía | Parámetros climáticos promedio de Santa Lucía | Parámetros climáticos promedio de Santa Lucía | Parámetros climáticos promedio de Santa Lucía | Parámetros climáticos promedio de Santa Lucía | Parámetros climáticos promedio de Santa Lucía | Parámetros climáticos promedio de Santa Lucía |
| Mes                                           | Ene.                                          | Feb.                                          | Mar.                                          | Abr.                                          | May.                                          | Jun.                                          | Jul.                                          | Ago.                                          | Sep.                                          | Oct.                                          | Nov.                                          | Dic.                                          | Anual                                         |
| --------------------------------------------- | --------------------------------------------- | --------------------------------------------- | --------------------------------------------- | --------------------------------------------- | --------------------------------------------- | --------------------------------------------- | --------------------------------------------- | --------------------------------------------- | --------------------------------------------- | --------------------------------------------- | --------------------------------------------- | --------------------------------------------- | --------------------------------------------- |
| Temp. media (°C)                              | 8.3                                           | 8.2                                           | 7.9                                           | 7.1                                           | 5.6                                           | 3.9                                           | 3.4                                           | 4.3                                           | 6.1                                           | 7.3                                           | 7.8                                           | 8.2                                           | 6.5                                           |
| Temp. mín. media (°C)                         | 1.5                                           | 1.8                                           | 1.3                                           | -0.5                                          | -3.1                                          | -6.2                                          | -7.1                                          | -6.5                                          | -3.4                                          | -2.3                                          | -1.3                                          | 0.8                                           | -2.1                                          |
| Fuente: climate-data.org                      |                                               |                                               |                                               |                                               |                                               |                                               |                                               |                                               |                                               |                                               |                                               |                                               |                                               |